# Neil Hudson
Neil Hudson   (Pensford, 24 de gener de 1957) és un expilot de motocròs anglès, Campió del Món en 250cc el 1981 i Campió britànic de 500cc el 1982 (ambdós títols, amb Yamaha). Atesa la seva vàlua com a pilot, formà part de l'equip britànic al Motocross des Nations ininterrompudament de 1976 a 1982.

## Trajectòria esportiva
Nascut a Pensford (Somerset), Hudson es crià a la veïna Bristol. A 11 anys, el 1968, debutà en curses de motocròs a Atworth, prop de Bath, amb una BSA de 125 cc. El 1973, a 16 anys, disputà la seva primera cursa adulta a Yarley, prop de Wells. El 1976 es qualificà per al Campionat Britànic organitzat per l'ACU, quedant tercer a la primera prova en què prengué part i tercer de la general al final del campionat.
El 1977 debutà al Campionat del Món de 250 cc pilotant la Maico, quedant-hi tretzè, i repetí el tercer lloc al Campionat Britànic. El 1978 pujà fins al cinquè lloc final, guanyant el seu primer Gran Premi. Aquell any fou subcampió britànic. L'any següent repetí aquest resultat al campionat estatal i fou també subcampió del món. El 1980 es perdé la major part de la temporada per culpa d'una lesió. El 1981, havent fitxat per Yamaha, aconseguí el Campionat del Món i repetí el subcampionat britànic. L'any següent passà a competir al Mundial de 500 cc, quedant-hi tercer i guanyant a més a més el Campionat Britànic. El 1983 el seu resultat al Mundial fou pitjor, quedant-hi tretzè, però obtingué el subcampionat britànic.
Retirat ja de l'escena internacional, els anys 1984 i 1985 competí al Campionat Britànic en les seves tres categories: 125, 250 i 500cc.

## Palmarès
| Any  | Motocicleta | C. del món | C. del món | C. britànic |
| Any  | Motocicleta | 500cc      | 250cc      | Open        |
| ---- | ----------- | ---------- | ---------- | ----------- |
| 1976 | Maico       | -          | -          | 3r          |
| 1977 | Maico       | -          | 13è        | 3r          |
| 1978 | Maico       | -          | 5è         | 2n          |
| 1979 | Maico       | -          | 2n         | 2n          |
| 1980 | Maico       | -          | -          | 7è          |
| 1981 | Yamaha      | -          | 1r         | 2n          |
| 1982 | Yamaha      | 3r         | -          | 1r          |
| 1983 | Yamaha      | 13è        | -          | 2n          |

Notes
1. ↑  El 1980, Hudson no va seguir el mundial a causa d'una lesió
2. ↑  A partir de 1981, el campionat britànic va tornar a disputar-se en les cilindrades de 500 i 250 cc